# Rally de Suecia de 2025
El Rally de Suecia de 2025, oficialmente 72nd Rally Sweden, fue la 72.ª edición y la segunda ronda de la temporada 2025 del Campeonato Mundial de Rally. Se celebró del 13 al 16 de febrero y contó con un itinerario de dieciocho tramos sobre nieve que sumaban un total de 300,22 km cronometrados. Fue también la segunda ronda de los campeonatos WRC-2 y WRC-3, mientras que fue la primera del JWRC.
Elfyn Evans se defendió el domingo de un decidido ataque de su compañero de equipo en Toyota Gazoo Racing WRT, Takamoto Katsuta, para asegurarse la victoria en el Rally de Suecia y colocarse en el liderato del Campeonato Mundial de Rally. Después de cuatro días de intensa acción en los tramos helados de Umeå, Evans cumplió cuando más importaba, cerrando la puerta a Katsuta en un dramático duelo final para hacerse con la décima victoria de su carrera en el WRC por 3,8 segundos. El galés, que comenzó el domingo con una ventaja mínima de 3.0 segundos, perdió brevemente el liderato cuando Katsuta salió al ataque, logrando una victoria de tramo de 7.5 segundos en Västervik. Pero Evans y Scott Martin no tardaron en reaccionar. Contraatacaron con estilo en los siguientes tramos, marcando el tiempo de referencia para recuperar el control por 3,7 segundos antes de remachar su ventaja con un pilotaje dominante en el Power Stage con el que finalizó el rally, sellando la victoria mientras Katsuta mantenía a raya a Thierry Neuville, de Hyundai, que terminó tercero a 11,9 segundos del primer puesto.
En el WRC-2, Oliver Solberg volvió a dar una clase magistral en casa, logrando una dominante tercera victoria consecutiva en la categoría. El sueco fue intocable de principio a fin en las rápidas carreteras nevadas de los alrededores de Umeå, pilotando su Toyota GR Yaris Rally2 a la gloria con un margen de 42,5 segundos sobre el Toyota de Roope Korhonen. Mikko Heikkilä aseguró la representación de Škoda en el podio, terminando tercero en su Fabia RS Rally2, a 25,8 segundos de Korhonen.
En el WRC-3, el australiano Taylor Gill se adjudicó su primera victoria en WRC-3 en el Rally de Suecia después de que Leevi Lassila, líder durante muchas etapas, se viera obligado a abandonar a sólo tres tramos del final. Gill, representante del Programa Rally Star de la FIA, había estado persiguiendo a Lassila durante todo el sábado, pero se hizo con la ventaja cuando el Renault Clio Rally3 del finlandés sucumbió a un fallo mecánico en el SS17. Lassila había liderado desde primera hora de la mañana del sábado, logrando una ventaja de más de 30 segundos, y parecía encaminado a su primera victoria antes de que se produjera el desastre. El australiano controló el resto de la prueba con un pilotaje sereno, asegurándose la victoria por 1min 13.1seg. sobre Matteo Fontana, con Ali Türkkan completando el podio para completar el bloqueo del Ford Fiesta Rally3.
En el JWRC, Taylor Gill logró el domingo su segunda victoria en el FIA Junior WRC en el Rally de Suecia. Cambiando el calor abrasador de Australia por los bosques helados de Suecia, Gill mantuvo la calma durante los tres tramos finales del domingo para sellar la victoria por 22,8 segundos sobre el as local Mille Johansson. Copilotado por Daniel Brkíc, el piloto de 21 años aprovechó su oportunidad de oro cuando las esperanzas de Johansson de ganar en casa se vieron afectadas por los casi tres minutos perdidos en un talud de nieve el sábado. El irlandés Eamonn Kelly no pudo igualar el ritmo dominical de Johansson, pero aguantó el tipo y acabó tercero a 59,9 segundos del sueco. Kelly se impuso al turco Ali Türkkan, que se quedó a 8,4 segundos del podio.

## Lista de inscritos
| Num.                                                         | Piloto                   | Copiloto                 | Equipo                           | Automóvil                | Neu.                     |
| World Rally Championship                                     | World Rally Championship | World Rally Championship | World Rally Championship         | World Rally Championship | World Rally Championship |
| ------------------------------------------------------------ | ------------------------ | ------------------------ | -------------------------------- | ------------------------ | ------------------------ |
| 1                                                            | Thierry Neuville         | Martijn Wydaeghe         | Hyundai Shell Mobis WRT          | Hyundai i20 N Rally1     | H                        |
| 5                                                            | Sami Pajari              | Marko Salminen           | Toyota Gazoo Racing WRT2         | Toyota GR Yaris Rally1   | H                        |
| 8                                                            | Ott Tänak                | Martin Järveoja          | Hyundai Shell Mobis WRT          | Hyundai i20 N Rally1     | H                        |
| 9                                                            | Jourdan Serderidis       | Frédéric Miclotte        | M-Sport Ford WRT                 | Ford Puma Rally1         | H                        |
| 13                                                           | Grégoire Munster         | Louis Louka              | M-Sport Ford WRT                 | Ford Puma Rally1         | H                        |
| 16                                                           | Adrien Fourmaux          | Alexandre Coria          | Hyundai Shell Mobis WRT          | Hyundai i20 N Rally1     | H                        |
| 18                                                           | Takamoto Katsuta         | Aaron Johnston           | Toyota Gazoo Racing WRT          | Toyota GR Yaris Rally1   | H                        |
| 22                                                           | Mārtiņš Sesks            | Renārs Francis           | M-Sport Ford WRT                 | Ford Puma Rally1         | H                        |
| 33                                                           | Elfyn Evans              | Scott Martin             | Toyota Gazoo Racing WRT          | Toyota GR Yaris Rally1   | H                        |
| 37                                                           | Lorenzo Bertelli         | Simone Scattolin         | Toyota Gazoo Racing WRT          | Toyota GR Yaris Rally1   | H                        |
| 55                                                           | Josh McErlean            | Eoin Treacy              | M-Sport Ford WRT                 | Ford Puma Rally1         | H                        |
| 69                                                           | Kalle Rovanperä          | Jonne Halttunen          | Toyota Gazoo Racing WRT          | Toyota GR Yaris Rally1   | H                        |
| World Rally Championship 2                                   |                          |                          |                                  |                          |                          |
| 20                                                           | Oliver Solberg           | Elliott Edmondson        | Printsport                       | Toyota GR Yaris Rally2   | H                        |
| 21                                                           | Georg Linnamäe           | James Morgan             | Georg Linnamäe                   | Toyota GR Yaris Rally2   | H                        |
| 23                                                           | Roope Korhonen           | Anssi Viinikka           | Roope Korhonen                   | Toyota GR Yaris Rally2   | H                        |
| 24                                                           | Pontus Tidemand          | Jörgen Eriksen           | Pontus Tidemand                  | Škoda Fabia RS Rally2    | H                        |
| 25                                                           | Mikko Heikkilä           | Kristian Temonen         | Mikko Heikkilä                   | Škoda Fabia RS Rally2    | H                        |
| 26                                                           | Lauri Joona              | Samu Vaaleri             | Lauri Joona                      | Škoda Fabia RS Rally2    | H                        |
| 27                                                           | Fabrizio Zaldivar        | Marcelo Der Ohannesian   | Toksport WRT                     | Škoda Fabia RS Rally2    | H                        |
| 29                                                           | Isak Reiersen            | Stefan Gustavsson        | Isak Reiersen                    | Škoda Fabia RS Rally2    | H                        |
| 30                                                           | Romet Jürgenson          | Siim Oja                 | FIA Rally Star                   | Ford Fiesta Rally2       | H                        |
| 31                                                           | Hikaru Kogure            | Topi Matias Luhtinen     | Toyota Gazoo Racing WRT NG       | Toyota GR Yaris Rally2   | H                        |
| 32                                                           | Yuki Yamamoto            | James Fulton             | Toyota Gazoo Racing WRT NG       | Toyota GR Yaris Rally2   | H                        |
| 34                                                           | Tuukka Kauppinen         | Sebastian Virtanen       | Tuukka Kauppinen                 | Toyota GR Yaris Rally2   | H                        |
| 35                                                           | Michał Sołowow           | Maciej Baran             | Printsport                       | Toyota GR Yaris Rally2   | H                        |
| 36                                                           | Filip Kohn               | Ross Whittock            | Filip Kohn                       | Škoda Fabia RS Rally2    | H                        |
| 38                                                           | Bernhard ten Brinke      | Tom Woodburn             | Bernhard ten Brinke              | Škoda Fabia RS Rally2    | H                        |
| 39                                                           | Jarosław Kołtun          | Ireneusz Pleskot         | Jarosław Kołtun                  | Škoda Fabia RS Rally2    | H                        |
| 40                                                           | Alejandro Mauro          | Adrián Pérez             | Alejandro Mauro                  | Škoda Fabia RS Rally2    | H                        |
| 41                                                           | Uğur Soylu               | Sener Güray              | GP Garage My Team                | Škoda Fabia RS Rally2    | H                        |
| 42                                                           | Miguel Granados          | Marc Martí               | Miguel Granados                  | Škoda Fabia RS Rally2    | H                        |
| 43                                                           | Rachele Somaschini       | Nicola Arena             | Rachele Somaschini               | Citroën C3 Rally2        | H                        |
| World Rally Championship 3 - Junior World Rally Championship |                          |                          |                                  |                          |                          |
| 44                                                           | Mattéo Chatillon         | Maxence Cornuau          | Mattéo Chatillon                 | Renault Clio Rally3      | H                        |
| 45                                                           | Matteo Fontana           | Alessandro Arnaboldi     | Matteo Fontana                   | Ford Fiesta Rally3       | H                        |
| 46                                                           | Ville Vatanen            | Jarno Ottman             | Ville Vatanen                    | Renault Clio Rally3      | H                        |
| 47                                                           | Takumi Matsushita        | Pekka Kelander           | Toyota Gazoo Racing WRT NG       | Renault Clio Rally3      | H                        |
| 48                                                           | Shotaro Goto             | Jussi Lindberg           | Toyota Gazoo Racing WRT NG       | Renault Clio Rally3      | H                        |
| 49                                                           | Leevi Lassila            | Antti Linnaketo          | Leevi Lassila                    | Renault Clio Rally3      | H                        |
| 50                                                           | Adam Grahn               | Maja Bengtsson           | Adam Grahn                       | Ford Fiesta Rally3       | H                        |
| 51                                                           | Georgios Vasilakis       | Allan Harryman           | Georgios Vasilakis               | Ford Fiesta Rally3       | H                        |
| 52                                                           | Eric Royère              | Alexis Grenier           | Eric Royère                      | Renault Clio Rally3      | H                        |
| 53                                                           | André Martinez           | Matias Aranguren         | André Martinez                   | Ford Fiesta Rally3       | H                        |
| 54                                                           | Ali Türkkan              | Oytun Albaykar           | Castrol Ford Team Türkiye        | Ford Fiesta Rally3       | H                        |
| 56                                                           | Taylor Gill              | Daniel Brkic             | FIA Rally Star                   | Ford Fiesta Rally3       | H                        |
| 57                                                           | Diego Dominguez Jr       | Rogelio Peñate           | Diego Dominguez Jr               | Ford Fiesta Rally3       | H                        |
| 58                                                           | Mille Johansson          | Johan Grönvall           | Mille Johansson                  | Ford Fiesta Rally3       | H                        |
| 59                                                           | Max Smart                | Cameron Fair             | FIA Rally Star                   | Ford Fiesta Rally3       | H                        |
| 60                                                           | Eamonn Kelly             | Conor Mohan              | Motorsport Ireland Rally Academy | Ford Fiesta Rally3       | H                        |
| 61                                                           | Tristan Charpentier      | Florian Barral           | Tristan Charpentier              | Ford Fiesta Rally3       | H                        |
| 62                                                           | Joosep Ralf Nõgene       | Aleks Lesk               | LightGrey Team                   | Ford Fiesta Rally3       | H                        |
| 63                                                           | Thomas Martens           | Max Freeman              | Thomas Martens                   | Ford Fiesta Rally3       | H                        |
| 64                                                           | Kerem Kazaz              | Corentin Silvestre       | Team Petrol Ofisi                | Ford Fiesta Rally3       | H                        |
| 65                                                           | Claire Schönborn         | Jara Hain                | WRC Young Driver Program         | Ford Fiesta Rally3       | H                        |
| 66                                                           | Lyssia Baudet            | Léa Sam-Caw-Freve        | WRC Young Driver Program         | Ford Fiesta Rally3       | H                        |
| Fuente: ewrc-results.com                                     |                          |                          |                                  |                          |                          |

## Itinerario
| Día                      | Tramo | Nombre               | Distancia | Ganador de la etapa | Automóvil              | Tiempo  | Líder de la general |
| ------------------------ | ----- | -------------------- | --------- | ------------------- | ---------------------- | ------- | ------------------- |
| Día 1 (13 de febrero)    | -     | Umeå (Shakedown)     | 3.44 km   | Thierry Neuville    | Hyundai i20 N Rally1   | 2:06.5  | -                   |
| Día 1 (13 de febrero)    | SS1   | Umeå Sprint 1        | 5.16 km   | Elfyn Evans         | Toyota GR Yaris Rally1 | 3:21.6  | Elfyn Evans         |
| Día 2 (14 de febrero)    | SS2   | Bygdsiljum 1         | 28.27 km  | Elfyn Evans         | Toyota GR Yaris Rally1 | 13:58.8 | Elfyn Evans         |
| Día 2 (14 de febrero)    | SS3   | Andersvattnet 1      | 20.51 km  | Adrien Fourmaux     | Hyundai i20 N Rally1   | 10:43.8 | Elfyn Evans         |
| Día 2 (14 de febrero)    | SS4   | Bäck 1               | 10.80 km  | Adrien Fourmaux     | Hyundai i20 N Rally1   | 5:54.6  | Elfyn Evans         |
| Día 2 (14 de febrero)    | SS5   | Bygdsiljum 2         | 28.27 km  | Takamoto Katsuta    | Toyota GR Yaris Rally1 | 13:50.1 | Takamoto Katsuta    |
| Día 2 (14 de febrero)    | SS6   | Andersvattnet 2      | 20.51 km  | Ott Tänak           | Hyundai i20 N Rally1   | 10:49.2 | Elfyn Evans         |
| Día 2 (14 de febrero)    | SS7   | Bäck 2               | 10.80 km  | Thierry Neuville    | Hyundai i20 N Rally1   | 6:02.5  | Ott Tänak           |
| Día 2 (14 de febrero)    | SS8   | Umeå Sprint 2        | 5.16 km   | Elfyn Evans         | Toyota GR Yaris Rally1 | 3:29.9  | Elfyn Evans         |
| Día 3 (15 de febrero)    | SS9   | Vännäs 1             | 15.65 km  | Kalle Rovanperä     | Toyota GR Yaris Rally1 | 9:00.5  | Elfyn Evans         |
| Día 3 (15 de febrero)    | SS10  | Sarsjöliden 1        | 14.23 km  | Elfyn Evans         | Toyota GR Yaris Rally1 | 6:37.5  | Elfyn Evans         |
| Día 3 (15 de febrero)    | SS11  | Kolksele 1           | 16.06 km  | Thierry Neuville    | Hyundai i20 N Rally1   | 8:06.5  | Elfyn Evans         |
| Día 3 (15 de febrero)    | SS12  | Vännäs 2             | 15.65 km  | Adrien Fourmaux     | Hyundai i20 N Rally1   | 8:59.1  | Elfyn Evans         |
| Día 3 (15 de febrero)    | SS13  | Sarsjöliden 2        | 14.23 km  | Elfyn Evans         | Toyota GR Yaris Rally1 | 6:42.4  | Elfyn Evans         |
| Día 3 (15 de febrero)    | SS14  | Kolksele 2           | 16.06 km  | Thierry Neuville    | Hyundai i20 N Rally1   | 8:14.9  | Elfyn Evans         |
| Día 3 (15 de febrero)    | SS15  | Umeå 1               | 10.08 km  | Thierry Neuville    | Hyundai i20 N Rally1   | 3:29.5  | Elfyn Evans         |
| Día 4 (16 de febrero)    | SS16  | Västervik 1          | 29.35 km  | Takamoto Katsuta    | Toyota GR Yaris Rally1 | 14:15.3 | Takamoto Katsuta    |
| Día 4 (16 de febrero)    | SS17  | Västervik 2          | 29.35 km  | Elfyn Evans         | Toyota GR Yaris Rally1 | 14:13.3 | Elfyn Evans         |
| Día 4 (16 de febrero)    | SS18  | Umeå 2 (Power Stage) | 10.08 km  | Elfyn Evans         | Toyota GR Yaris Rally1 | 4:58.9  | Elfyn Evans         |
| Fuente: ewrc-results.com |       |                      |           |                     |                        |         |                     |

### Power stage
El power stage fue una etapa de 10.08 km al final del rally. Se otorgaron puntos adicionales del Campeonato Mundial a los cinco más rápidos.
| Pos. | Piloto           | Copiloto         | Coche                  | Equipo                  | Tiempo | Puntos |
| ---- | ---------------- | ---------------- | ---------------------- | ----------------------- | ------ | ------ |
| 1    | Elfyn Evans      | Scott Martin     | Toyota GR Yaris Rally1 | Toyota Gazoo Racing WRT | 4:58.9 | 5      |
| 2    | Takamoto Katsuta | Aaron Johnston   | Toyota GR Yaris Rally1 | Toyota Gazoo Racing WRT | +0.1   | 4      |
| 3    | Thierry Neuville | Martijn Wydaeghe | Hyundai i20 N Rally1   | Hyundai Shell Mobis WRT | +0.8   | 3      |
| 4    | Kalle Rovanperä  | Jonne Halttunen  | Toyota GR Yaris Rally1 | Toyota Gazoo Racing WRT | +1.8   | 2      |
| 5    | Adrien Fourmaux  | Alexandre Coria  | Hyundai i20 N Rally1   | Hyundai Shell Mobis WRT | +2.0   | 1      |

## Clasificación final
| World Rally Championship        | World Rally Championship | World Rally Championship | World Rally Championship | World Rally Championship         | World Rally Championship | World Rally Championship | World Rally Championship |
| Pos.                            | Piloto                   | Copiloto                 | Automóvil                | Equipo                           | Tiempo                   | Diferencia               | Puntos                   |
| ------------------------------- | ------------------------ | ------------------------ | ------------------------ | -------------------------------- | ------------------------ | ------------------------ | ------------------------ |
| 1                               | Elfyn Evans              | Scott Martin             | Toyota GR Yaris Rally1   | Toyota Gazoo Racing WRT          | 2:33:39.2                | -                        | 30                       |
| 2                               | Takamoto Katsuta         | Aaron Johnston           | Toyota GR Yaris Rally1   | Toyota Gazoo Racing WRT          | 2:33:43.0                | +3.8                     | 21                       |
| 3                               | Thierry Neuville         | Martijn Wydaeghe         | Hyundai i20 N Rally1     | Hyundai Shell Mobis WRT          | 2:33:51.1                | +11.9                    | 17                       |
| 4                               | Ott Tänak                | Martin Järveoja          | Hyundai i20 N Rally1     | Hyundai Shell Mobis WRT          | 2:33:56.0                | +16.8                    | 15                       |
| 5                               | Kalle Rovanperä          | Jonne Halttunen          | Toyota GR Yaris Rally1   | Toyota Gazoo Racing WRT          | 2:34:12.0                | +32.8                    | 11                       |
| 6                               | Mārtiņš Sesks            | Renārs Francis           | Ford Puma Rally1         | M-Sport Ford WRT                 | 2:35:48.6                | +2:09.4                  | 8                        |
| 7                               | Sami Pajari              | Marko Salminen           | Toyota GR Yaris Rally1   | Toyota Gazoo Racing WRT2         | 2:36:06.2                | +2:27.0                  | 6                        |
| 8                               | Grégoire Munster         | Louis Louka              | Ford Puma Rally1         | M-Sport Ford WRT                 | 2:37:47.8                | +4:08.6                  | 4                        |
| 9                               | Oliver Solberg           | Elliott Edmondson        | Toyota GR Yaris Rally2   | Printsport                       | 2:42:02.3                | +8:23.1                  | 2                        |
| 10                              | Roope Korhonen           | Anssi Viinikka           | Toyota GR Yaris Rally2   | Roope Korhonen                   | 2:42:44.8                | +9:05.6                  | 1                        |
| World Rally Championship 2      |                          |                          |                          |                                  |                          |                          |                          |
| 1 (9.)                          | Oliver Solberg           | Elliott Edmondson        | Toyota GR Yaris Rally2   | Printsport                       | 2:42:02.3                | -                        | 25                       |
| 2 (10.)                         | Roope Korhonen           | Anssi Viinikka           | Toyota GR Yaris Rally2   | Roope Korhonen                   | 2:42:44.8                | +42.5                    | 17                       |
| 3 (11.)                         | Mikko Heikkilä           | Kristian Temonen         | Škoda Fabia RS Rally2    | Mikko Heikkilä                   | 2:43:10.6                | +1:08.3                  | 15                       |
| 4 (12.)                         | Lauri Joona              | Samu Vaaleri             | Škoda Fabia RS Rally2    | Lauri Joona                      | 2:43:46.2                | +1:43.9                  | 12                       |
| 5 (13.)                         | Isak Reiersen            | Stefan Gustavsson        | Škoda Fabia RS Rally2    | Isak Reiersen                    | 2:45:05.7                | +3:03.4                  | 10                       |
| 6 (14.)                         | Fabrizio Zaldivar        | Marcelo Der Ohannesian   | Škoda Fabia RS Rally2    | Toksport WRT                     | 2:45:37.6                | +3:35.3                  | 8                        |
| 7 (15.)                         | Romet Jürgenson          | Siim Oja                 | Ford Fiesta Rally2       | FIA Rally Star                   | 2:45:47.9                | +3:45.6                  | 6                        |
| 8 (16.)                         | Pontus Tidemand          | Jörgen Eriksen           | Škoda Fabia RS Rally2    | Pontus Tidemand                  | 2:46:51.3                | +4:49.0                  | 4                        |
| 9 (17.)                         | Yuki Yamamoto            | James Fulton             | Toyota GR Yaris Rally2   | Toyota Gazoo Racing WRT NG       | 2:49:19.6                | +7:17.3                  | 2                        |
| 10 (23.)                        | Alejandro Mauro          | Adrián Pérez             | Škoda Fabia RS Rally2    | Alejandro Mauro                  | 2:52:56.1                | +10:53.8                 | 1                        |
| World Rally Championship 3      |                          |                          |                          |                                  |                          |                          |                          |
| 1 (18.)                         | Taylor Gill              | Daniel Brkic             | Ford Fiesta Rally3       | FIA Rally Star                   | 2:51:17.7                | -                        | 25                       |
| 2 (20.)                         | Matteo Fontana           | Alessandro Arnaboldi     | Ford Fiesta Rally3       | Matteo Fontana                   | 2:52:30.8                | +1:13.1                  | 17                       |
| 3 (22.)                         | Ali Türkkan              | Oytun Albaykar           | Ford Fiesta Rally3       | Castrol Ford Team Türkiye        | 2:52:48.8                | +1:31.1                  | 15                       |
| 4 (24.)                         | Takumi Matsushita        | Pekka Kelander           | Renault Clio Rally3      | Toyota Gazoo Racing WRT NG       | 2:53:07.7                | +1:50.0                  | 12                       |
| 5 (25.)                         | Kerem Kazaz              | Corentin Silvestre       | Ford Fiesta Rally3       | Team Petrol Ofisi                | 2:54:06.0                | +2:48.3                  | 10                       |
| 6 (30.)                         | Adam Grahn               | Maja Bengtsson           | Ford Fiesta Rally3       | Adam Grahn                       | 2:58:07.9                | +6:50.2                  | 8                        |
| 7 (34.)                         | Claire Schönborn         | Jara Hain                | Ford Fiesta Rally3       | WRC Young Driver Program         | 3:01:46.3                | +10:28.6                 | 6                        |
| 8 (36.)                         | Mattéo Chatillon         | Maxence Cornuau          | Renault Clio Rally3      | Mattéo Chatillon                 | 3:03:27.8                | +12:10.1                 | 4                        |
| 9 (37.)                         | Lyssia Baudet            | Léa Sam-Caw-Freve        | Ford Fiesta Rally3       | WRC Young Driver Program         | 3:04:42.6                | +13:24.9                 | 2                        |
| 10 (38.)                        | Tristan Charpentier      | Florian Barral           | Ford Fiesta Rally3       | Tristan Charpentier              | 3:05:01.4                | +13:43.7                 | 1                        |
| Junior World Rally Championship |                          |                          |                          |                                  |                          |                          |                          |
| 1 (18.)                         | Taylor Gill              | Daniel Brkic             | Ford Fiesta Rally3       | FIA Rally Star                   | 2:51:17.7                | -                        | 25                       |
| 2 (19.)                         | Mille Johansson          | Johan Grönvall           | Ford Fiesta Rally3       | Mille Johansson                  | 2:51:40.5                | +22.8                    | 17                       |
| 3 (21.)                         | Eamonn Kelly             | Conor Mohan              | Ford Fiesta Rally3       | Motorsport Ireland Rally Academy | 2:52:40.4                | +1:22.7                  | 15                       |
| 4 (22.)                         | Ali Türkkan              | Oytun Albaykar           | Ford Fiesta Rally3       | Castrol Ford Team Türkiye        | 2:52:48.8                | +1:31.1                  | 12                       |
| 5 (25.)                         | Kerem Kazaz              | Corentin Silvestre       | Ford Fiesta Rally3       | Team Petrol Ofisi                | 2:54:06.0                | +2:48.3                  | 10                       |
| 6 (26.)                         | Thomas Martens           | Max Freeman              | Ford Fiesta Rally3       | Thomas Martens                   | 2:54:21.9                | +3:04.2                  | 8                        |
| 7 (34.)                         | Claire Schönborn         | Jara Hain                | Ford Fiesta Rally3       | WRC Young Driver Program         | 3:01:46.3                | +10:28.6                 | 6                        |
| 8 (37.)                         | Lyssia Baudet            | Léa Sam-Caw-Freve        | Ford Fiesta Rally3       | WRC Young Driver Program         | 3:04:42.6                | +13:24.9                 | 4                        |
| 9 (38.)                         | Tristan Charpentier      | Florian Barral           | Ford Fiesta Rally3       | Tristan Charpentier              | 3:05:01.4                | +13:43.7                 | 2                        |
| 10 (47.)                        | Diego Dominguez Jr       | Rogelio Peñate           | Ford Fiesta Rally3       | Diego Dominguez Jr               | 3:31:27.5                | +40:09.8                 | 1                        |
| Fuente: ewrc-results.com        |                          |                          |                          |                                  |                          |                          |                          |